# Tobias Simon
Pour les articles homonymes, voir Simon.
Tobias Simon, né le 15 août 1992 à Titisee-Neustadt, est un coureur du combiné nordique allemand.

## Biographie
Il a commencé le ski de fond à l'âge de quatre ans puis le saut à ski à neuf ans. En 2006, il a remporté les championnats du Bade-Wurtemberg de sa catégorie d'âge à la fois en combiné nordique et en saut à ski.
Aux Championnats du monde junior 2012, il obtient une médaille de bronze par équipes. Il fait ses débuts en Coupe du monde en novembre 2012 à Lillehammer et obtient son meilleur résultat jusque-là en février 2013 à Almaty (18e). En 2015, il remporte la médaille d'or de l'épreuve par équipes de l'Universiade. En 2017, il termine notamment 2e de la mass start et quatrième de l'épreuve par équipe,,. Il commence la saison 2017-2018 en coupe du monde en raison de la blessure de Jakob Lange. Il est onzième à Hakuba début février 2018.
Il est étudiant à l'Université des sciences appliquées de Furtwangen.

## Palmarès

### Coupe du monde
- Meilleur classement général : 42e en 2018.
- Meilleur résultat individuel : 11e.

#### Différents classements en Coupe du monde
| Année     | Classement général final |
| --------- | ------------------------ |
| 2012-2013 | 55e                      |
| 2017-2018 | 42e                      |

### Coupe continentale

#### Différents classements en Coupe continentale
| Année     | Classement général final |
| --------- | ------------------------ |
| 2009-2010 | 100e                     |
| 2010-2011 | 66e                      |
| 2011-2012 | 47e                      |
| 2012-2013 | 82e                      |
| 2013-2014 | 16e                      |
| 2014-2015 | 9e                       |
| 2015-2016 | 6e                       |
| 2016-2017 | 3e                       |
| 2017-2018 | 5e                       |

#### Détail des podiums individuels
| Édition | Épreuve                                  | Place |
| ------- | ---------------------------------------- | ----- |
| 2015    | Planica (Gundersen – HS139 / 10 km)      | 1er   |
| 2015    | Tchaïkovski (Gundersen – HS140 / 15 km)  | 2e    |
| 2016    | Pyeongchang (Gundersen – HS109 / 10 km)  | 1er   |
| 2016    | Ramsau (Gundersen – HS109 / 10 km)       | 2e    |
| 2016    | Chaux-Neuve (Gundersen – HS118 / 10 km)  | 3e    |
| 2017    | Klingenthal (Gundersen – HS140 / 10 km)  | 1er   |
| 2017    | Nijni Taguil (Gundersen – HS100 / 10 km) | 1er   |
| 2017    | Nijni Taguil (Gundersen – HS100 / 10 km) | 1er   |
| 2018    | Nijni Taguil (Gundersen – HS100 / 10 km) | 2e    |

### Grand prix d'été
| Année | Classement général final |
| ----- | ------------------------ |
| 2009  | 35e                      |
| 2012  | 22e                      |
| 2015  | 32e                      |
| 2016  | 28e                      |

### Championnats du monde junior
| Épreuve / Édition    | Épreuve / Édition    | Erzurum 2012 |
| -------------------- | -------------------- | ------------ |
| Gundersen individuel | Gundersen individuel | 13e          |
| Sprint               | Sprint               | 16e          |
| Par équipe           | Par équipe           | 3e           |

### Universiade
| Épreuve / Édition | Épreuve / Édition | Trente 2013 | Štrbské Pleso 2015 | Almaty 2017 |
| ----------------- | ----------------- | ----------- | ------------------ | ----------- |
| Combiné nordique  | Gundersen         | 19e         | 9e                 | 6e          |
| Combiné nordique  | Mass start        | 6e          | Abandon            | 2e          |
| Combiné nordique  | Par équipe        | 6e          | 1er                | 4e          |
| Saut à ski        | Individuel        | -           | 24e                | Non partant |
| Saut à ski        | Par équipe        | -           | 4e                 | 5e          |

### Festival olympique d'hiver de la jeunesse européenne
| Épreuve / Édition | Épreuve / Édition | Szczyrk 2009 |
| ----------------- | ----------------- | ------------ |
| Sprint            | Sprint            | 3e           |
| Gundersen         | Gundersen         | 5e           |
| Par équipe        | Par équipe        | 1er          |